# Bossanova (Lil Tecca)
Bossanova è un singolo del rapper statunitense Lil Tecca, pubblicato il 4 luglio 2019 dall'etichetta discografica Republic Records.

## Tracce
1. Bossanova – 2:03